# Wilmington (Kent)
Wilmington es una parroquia civil y un pueblo del distrito de Dartford, en el condado de Kent (Inglaterra).

## Geografía
Según la Oficina Nacional de Estadística británica, Wilmington tiene una superficie de 6,77 km².

## Demografía
Según el censo de 2001, Wilmington tenía 6878 habitantes (47,69% varones, 52,31% mujeres) y una densidad de población de 1015,95 hab/km². El 17,97% eran menores de 16 años, el 71,65% tenían entre 16 y 74 y el 10,38% eran mayores de 74. La media de edad era de 43,33 años. Del total de habitantes con 16 o más años, el 20,38% estaban solteros, el 63,56% casados y el 16,06% divorciados o viudos.
El 95,94% de los habitantes eran originarios del Reino Unido. El resto de países europeos englobaban al 1,37% de la población, mientras que el 2,69% había nacido en cualquier otro lugar. Según su grupo étnico, el 96,96% eran blancos, el 0,71% mestizos, el 1,61% asiáticos, el 0,29% negros, el 0,31% chinos y el 0,07% de cualquier otro. El cristianismo era profesado por el 78,48%, el budismo por el 0,17%, el hinduismo por el 0,57%, el judaísmo por el 0,07%, el islam por el 0,55%, el sijismo por el 0,52% y cualquier otra religión por el 0,25%. El 11,79% no eran religiosos y el 7,59% no marcaron ninguna opción en el censo.
3160 habitantes eran económicamente activos, 3082 de ellos (97,53%) empleados y 78 (2,47%) desempleados. Había 2792 hogares con residentes, 64 vacíos y 5 eran alojamientos vacacionales o segundas residencias.